# Moritz Mebel

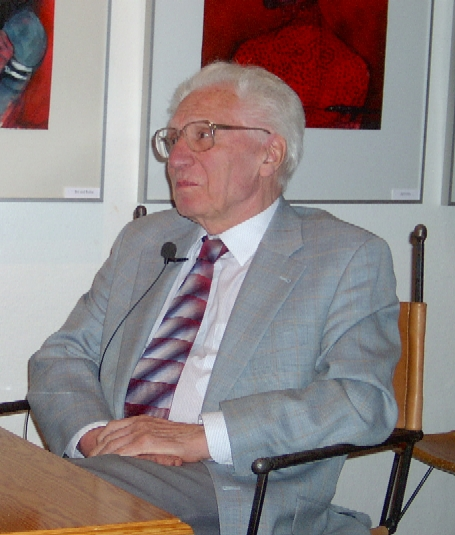
Moritz Mebel, 2006

Moritz Mebel (* 23. Februar 1923 in Erfurt; † 21. April 2021 in Berlin) war ein deutscher Urologe und Mitglied des Zentralkomitees der SED. Mebel baute in der DDR das Nierentransplantationswesen mit auf.

## Leben

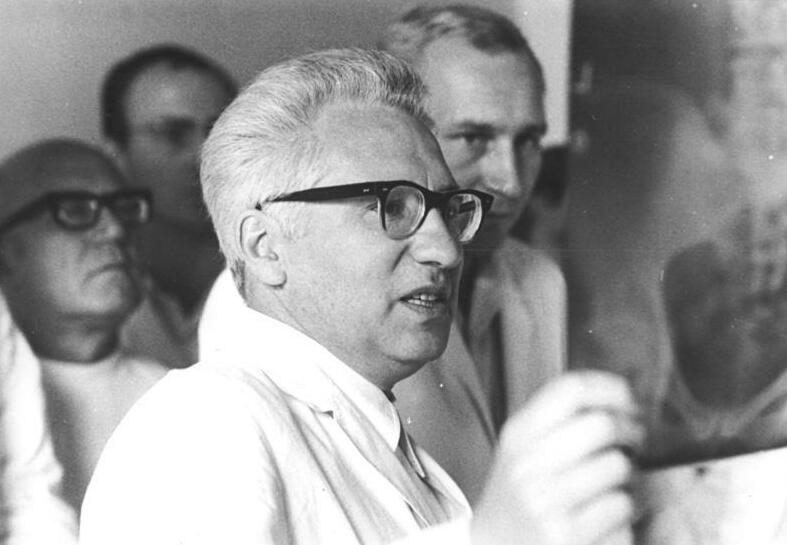
Moritz Mebel als Chefarzt im Krankenhaus Friedrichshain, 1971

Noch während seiner Schulzeit an der Volksschule in Erfurt, wo er als Sohn einer Familie jüdischen Glaubens aufwuchs, emigrierte Moritz Mebel 1932 mit seiner Mutter und seiner Schwester nach Moskau. Der Vater folgte 1933. Nach Besuch der Moskauer deutschsprachigen Karl-Liebknecht-Schule, die jedoch 1938 geschlossen wurde, erlangte er die Hochschulreife an einer russischen Schule (118. Schule) und nahm 1940 ein Medizinstudium am 1. Moskauer Medizinischen Institut auf.
Als bekannt gegeben wurde, den Verbänden der deutschen Wehrmacht sei es gelungen, die sowjetische Verteidigung bei Moshaisk (etwa 120 Kilometer westlich von Moskau) zu durchbrechen, und dass der Feind vor den Toren Moskaus stehe, meldete Moritz Mebel sich am 14. Oktober 1941 freiwillig zu den neu aufgestellten Arbeiterbataillonen. Nach einer Woche ging es im Eilmarsch in Richtung Wolokolamsker Chaussee, etwa 30 Kilometer vor Moskau. Während dieser Jahre lernte er die unmenschlichen Bedingungen des Krieges kennen. Ähnlich wie sein Freund Konrad Wolf und andere Deutsche kämpfte er die ganzen Kriegsjahre an vorderster Front. Er sprach mit Kriegsgefangenen, schrieb Flugblätter und rief über Lautsprecher – oft im Trommelfeuer – gegenüberliegende deutsche Truppenteile zur Beendigung des Kampfes auf. Den 8. Mai 1945 erlebte er als Oberleutnant in Vyškov, ca. 50 Kilometer östlich von Brünn. Danach kämpfte er mit seinem Truppenteil in der Mongolei gegen die Japaner. Nach der Kapitulation Japans wurde er bis 1947 in der politischen Abteilung der Militärverwaltung der sowjetischen Besatzungszone Deutschlands  im Regierungsbezirk Halle-Merseburg eingesetzt. Sein Vorgesetzter war Sergej Tulpanow.

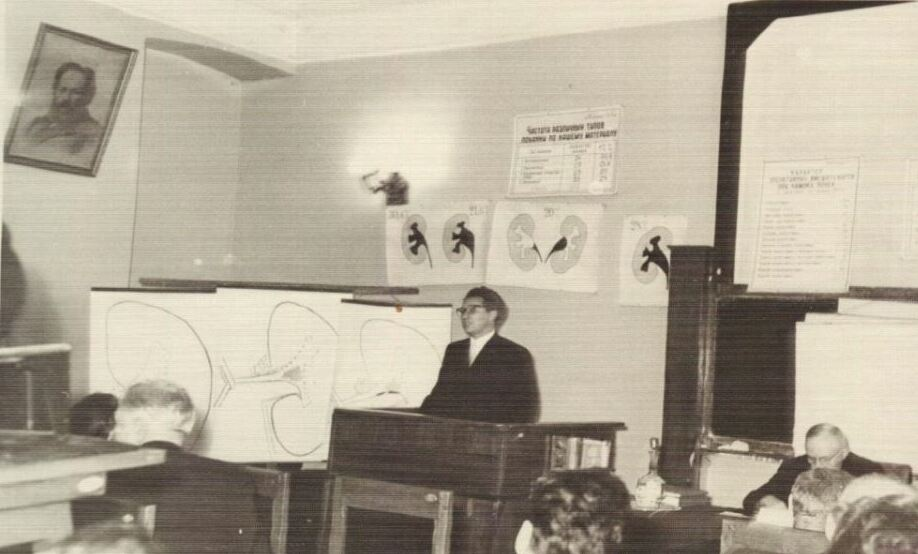
Moskau 1958: Moritz Mebel bei der Verteidigung seiner Doktorarbeit

1945 bis 1947 stand er im Dienst der Sowjetischen Militäradministration in Deutschland (SMAD) im Regierungsbezirk Halle-Merseburg/Sachsen-Anhalt. Danach setzte er sein Studium in Moskau fort, das er 1951 beendete. Eine Tätigkeit als Arzt im Kreiskrankenhaus Keila in der Estnischen SSR folgte. Von 1954 bis 1957 arbeitete er als Aspirant am Lehrstuhl für Urologie des Zentralinstitutes für Ärztliche Fortbildung in Moskau, wo er 1958 bei Professor Anatoli Pawlowitsch Frumkin zum Dr. med. promoviert wurde.
Nach seiner Übersiedelung in die DDR 1958 arbeitete er zunächst als wissenschaftlicher Assistent an der Chirurgischen Klinik der Berliner Charité und ab 1960 als Oberarzt der Urologischen Abteilung des Städtischen Hufeland-Krankenhauses in Berlin-Buch. Im November 1963 habilitierte Mebel mit dem Thema Überbrückung totaler Harnleiterdefekte nach Resektion mit einem Beitrag über eine neue Operationsmethode. Neben seiner Tätigkeit als Chefarzt der Urologischen Klinik und Poliklinik des Berliner Krankenhauses im Friedrichshain war er ab 1966 auch Professor mit Lehrauftrag an der Charité.
Ab 1962 war er mit dem Aufbau des ersten Nierentransplantationszentrums der DDR und einer Forschungsabteilung zu Problemen der Nierentransplantation im Krankenhaus am Friedrichshain befasst. 1967 führte er mit den Professoren Harald Dutz und Otto Prokop die erste erfolgreiche Nierentransplantation in der DDR durch, nachdem im Vorjahr Heinz Rockstroh in Halle (Saale) die erste Nierentransplantation in der DDR durchgeführt hatte, die aber nicht erfolgreich gewesen war. Ab 1967 bis 1990 war er Leiter des Forschungsprojekts Chronische Niereninsuffizienz.
Auf dem VIII. Parteitag der SED 1971 wurde Moritz Mebel Kandidat und auf dem XI. Parteitag 1986 Mitglied des Zentralkomitees der SED.
1977 erfolgte die Berufung zum Ordentlichen Professor für Urologie an der Charité. Im selben Jahr nahm er seine Tätigkeit als Leiter der Abteilung für Experimentelle Organtransplantation an der Charité auf.
1988 wurde Mebel emeritiert. Bei der letzten ZK-Sitzung mit Erich Honecker am 18. Oktober 1989 sprach er sich öffentlich für ein Ende der „furchtbaren Rituale“ aus. Er lebte bis zu ihrem Tod mit seiner Frau, der Mikrobiologin Sonja Mebel (* 1923, † 30. November 2015), in Berlin und auf der Egsdorfer Horst in Teupitz.
Moritz Mebel starb im April 2021 im Alter von 98 Jahren. Er und seine Frau wurden in der Gräberanlage für Opfer des Faschismus und Verfolgte des Naziregimes auf dem Zentralfriedhof Friedrichsfelde  beigesetzt.

## Mitgliedschaften (Auswahl)
- 1938 bis 1942 Mitglied des Komsomol
- 1942 Kandidat und von 1943 bis 1958 Mitglied der KPdSU
- 1958 Eintritt in die SED
- 1967 bis 1971 und 1990 Abgeordneter der Berliner Stadtverordnetenversammlung
- Ab 1971 Kandidat und ab 1986 Mitglied des Zentralkomitees der SED
- 1972 Gründungsmitglied der Europäischen Gesellschaft für Urologie
- 1973 bis 1975 Korrespondierendes Mitglied der Akademie der Wissenschaften der DDR (AdW)
- 1975 bis 1992 Ordentliches Mitglied der AdW
- 1983 bis 1990 Vorsitzender des Komitees Ärzte der DDR zur Verhütung eines Nuklearkrieges, DDR-Sektion von International Physicians for the Prevention of Nuclear War IPPNW
- 1984 bis 1991 Ausländisches Mitglied der Akademie der Medizinischen Wissenschaften der UdSSR
- Ab 1992 Ausländisches Mitglied der Russischen Akademie der Medizinischen Wissenschaften
- 1993 Gründungsmitglied der Gelehrtengesellschaft Leibniz-Sozietät der Wissenschaften zu Berlin
- 2014 Aufnahme als Auswärtiges Mitglied in die Russische Akademie der Wissenschaften[14]

## Ehrungen
- 1943 Orden des Roten Sterns
- 1944 Orden des Vaterländischen Krieges in Gold
- 1959 Medaille für Kämpfer gegen den Faschismus
- 1969 Verdienter Arzt des Volkes der DDR
- 1972 Nationalpreis I. Klasse für Wissenschaft und Technik
- 1975 Banner der Arbeit
- 1978 Vaterländischer Verdienstorden in Gold
- 1983 Ehrenspange zum Vaterländischen Verdienstorden in Gold
- 1985 Medaille „40. Jahrestag des Sieges im Großen Vaterländischen Krieg 1941–1945“[15]
- 1988 Karl-Marx-Orden.

## Schriften
- Mitarbeit am Handbuch für allgemeine und spezielle Urologie in 11 Bänden
- Mitarbeit am Fachbuch Urologische Operationslehre
- Mitarbeit am Buch Der komplette Nierenersatz!? Aufbau und Entwicklung der Nierentransplantation in der DDR.

Darüber hinaus hat Moritz Mebel rund 180 wissenschaftliche Artikel aus seinem Fachgebiet veröffentlicht.